# Choiseul (Santa Lucía)
Choiseul es una villa de Santa Lucía, que forma parte del distrito de Choiseul.

## Historia
Conocida originariamente como Anse Citron (en español «Bahía del limón») la localidad fue fundada en 1765. En 1769 un censo de población registró 75 blancos, 25 negros libres, 512 negros esclavos y 62 establecimientos productivos. La mayoría de las actividades se daban al sudeste, en el área del rio Dorée.
El padre Pierre Prudent René inició la construcción de una iglesia católica a fines del siglo XIX, la que recién se completó en 1914.